# The Link
O The Link é um arranha-céu de 241 metros e 51 andares atualmente em construção em Puteaux, no distrito de La Défense em Paris, na França. Foi projetado pelo arquiteto francês Philippe Chiambaretta.
A torre abrigará a nova sede da TotalEnergies. Após a conclusão, em 2025, o Link será o arranha-céu mais alto da França.

## História
Em julho de 2017, a Total escolheu a Link Tower para sediar sua nova sede. Entre 5.500 e 6.000 funcionários, anteriormente distribuídos no Tour Coupole e no Tour Michelet, serão agrupados neste novo arranha-céu.
Na quinta-feira, 11 de junho de 2020, a Groupama anuncia o início do projeto The Link com a destruição do edifício existente na zona, a que se seguirá em 2021 a construção propriamente dita.